# Coreopsis mcvaughii
Coreopsis mcvaughii là một loài thực vật có hoa trong họ Cúc. Loài này được Crawford mô tả khoa học đầu tiên năm 1970.